# Berry Brow
Berry Brow – wieś w Anglii, w hrabstwie ceremonialnym West Yorkshire, w dystrykcie metropolitalnym Kirklees. Leży 26 km na południowy zachód od miasta Leeds i 260 km na północny zachód od Londynu. W 2004 miejscowość liczyła 18 140 mieszkańców.